# Lisa Ryder
Pour les articles homonymes, voir Ryder.
Lisa Ryder est une actrice née le 26 octobre 1970 à Edmonton, dans l'Alberta, au Canada. Elle est notamment connue pour le personnage de Becka Valentine qu'elle incarne dans la série télévisée Andromeda (2000-2005).

## Filmographie

### Cinéma
- 1997 : Strands : Halley
- 1997 : City of Dark : Kim
- 1998 : Blackheart : Sam
- 1998 : Stolen Heart : Joey
- 2001 : Jason X : Kay-Em 14
- 2004 : Lemon : Estelle Freisen
- 2012 : The Story of Luke : Sara
- 2017 : Sundowners : Journaliste (voix)
- 2018 : Every Escape Imaginable : Wanda
- 2020 : Hotel Limbo : Infirmière
- 2021 : Pink Tax : Karin

### Télévision
- 1994 : Kung Fu, la légende continue (série télévisée, 1 épisode) : Alana
- 1995 - 1996 : Le Justicier des Ténèbres (série télévisée, 23 épisodes) : Det Tracy Vetter
- 1996 : The Newsroom (série télévisée, 4 épisodes) : Kris
- 1997 : Invasion planète Terre (série télévisée, 2 épisodes) : Kate Boone
- 1997 : Psi Factor, chroniques du paranormal ou Enquêtes mystérieuses ("PSI Factor: Chronicles of the Paranormal") (série télévisée, 1 épisode) : Mary Callwood
- 1998 : Les Aventures de Shirley Holmes (série télévisée, 1 épisode) : Jenny Bain
- 1999 : Total Recall 2070 (série télévisée, 1 épisode) : Dr Grace
- 2000 - 2005 : Andromeda (série télévisée) : Beka Valentine
- 2001 : Wind at my Back (série télévisée, 2 épisodes) : Jane Easterbrook
- 2005 : Secret conjugal (Téléfilm) : Shelby
- 2009 : Valemont (série télévisée, 1 épisode) : Sophie's Mother
- 2009 : The Ron James Show (série télévisée, 1 épisode)
- 2010 : Degrassi : La Nouvelle Génération (série télévisée, 1 épisode) : Docteur
- 2011 : Good Dog (série télévisée, 3 épisodes) : Linda
- 2012 : L'Enfer au paradis : Le Destin tragique d'Alice H. (Secrets of Eden) (Téléfilm) : Ginny
- 2012 : Heartland (série télévisée, 1 épisode) : Kendra
- 2012 : Alphas (série télévisée, 1 épisode) : Fiona
- 2013 : Cracked (série télévisée, 1 épisode) : Lena Olsson
- 2014 : Remedy (série télévisée, 3 épisodes) : Wendy Gold
- 2015 : Killjoys (série télévisée, 1 épisode) : Keera Deen
- 2015 : Bruno & Boots: Go Jump in the Pool (Téléfilm) : Peggy
- 2017 : Mary Kills People (série télévisée, 1 épisode) : Yvonne
- 2017 : The Strain (série télévisée, 2 épisodes) : Infirmière Greenwood
- 2020 : Endlings (série télévisée, 8 épisodes) : Agent Hewes
- 2020 : Mon fiancé mystère (Téléfilm) : Sasha Raymond
- 2021 : The Hot Zone (série télévisée, 1 épisode) : Dr. Marci Layton
- 2022 : Les enquêtes de Murdoch (série télévisée, 1 épisode) : Stella Chambers
- 2022 : Styled with Love (Téléfilm) : Abby
- 2022 : Christmas on the Rocks (Téléfilm) : Liz Ross
- 2022-2023  : From (série télévisée, 4 épisodes) : Abby Stevens

### Jeu vidéo
- 2015 : Assassin's Creed Unity (Jeu vidéo) (voix) : Madame Margot

## Anecdotes
Elle apparaît sur le poster de KISS FM, une station radio à Toronto en 1997.